# Caridina rajadhari
Caridina rajadhari е вид десетоного от семейство Atyidae.

## Разпространение и местообитание
Видът е разпространен в Индия (Махаращра).
Обитава сладководни басейни и потоци.